# Antonia Maury

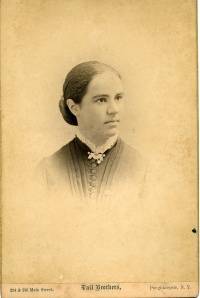
Antonia Maury

Antonia Caetana de Paiva Pereira Maury (* 21. März 1866 in Cold Spring-on-Hudson, New York; † 8. Januar 1952 in Dobbs Ferry, New York) war eine US-amerikanische Astronomin, die einen bedeutenden frühen Katalog zur Sternklassifizierung veröffentlichte. Maury gehörte zu den sogenannten „Harvard Computers“, einer Gruppe von Astronominnen und "Berechnerinnen" am Harvard-College-Observatorium. Sie war die Gewinnerin des Annie-Jump-Cannon-Preis für Astronomie im Jahr 1943.

## Leben

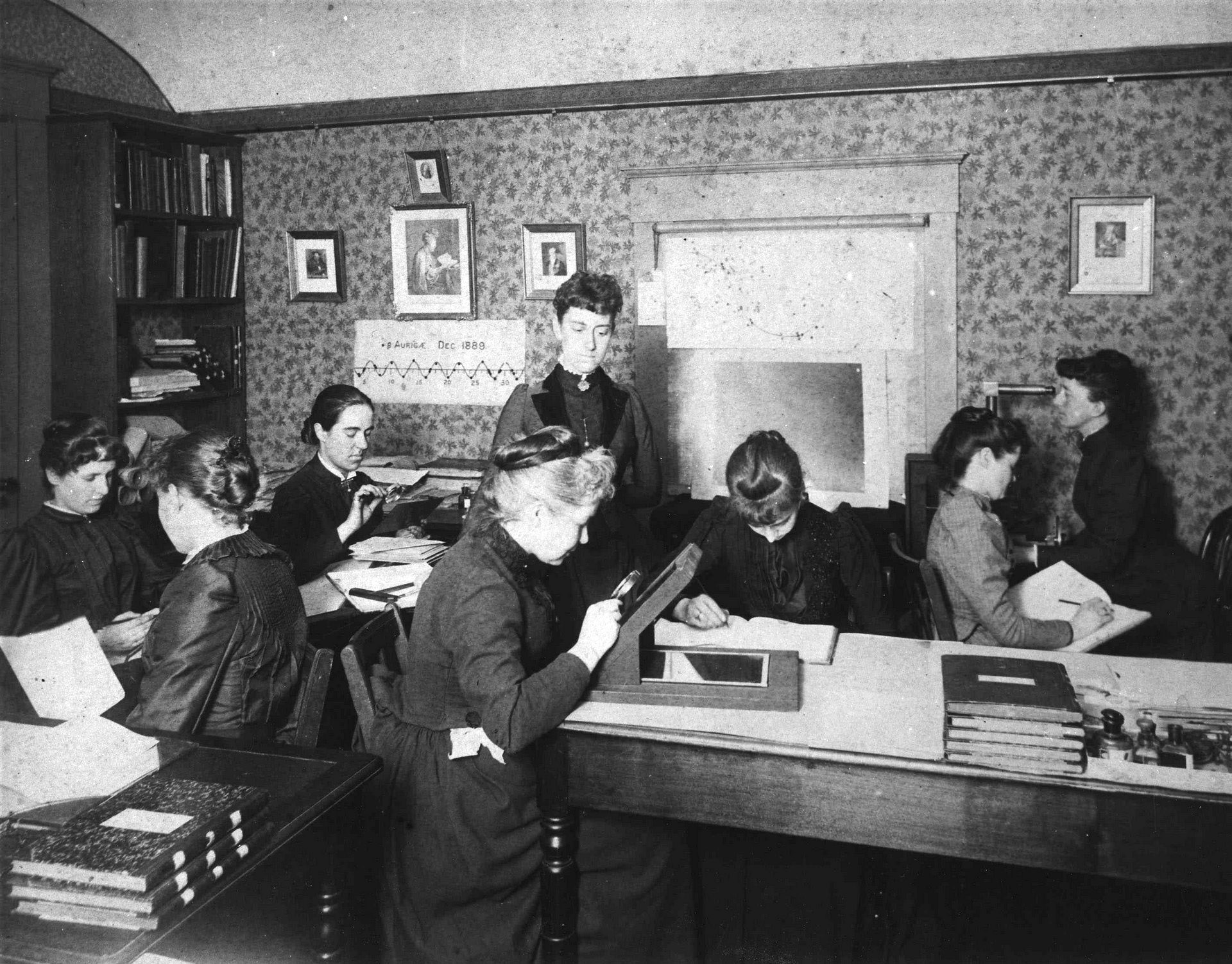
Harvard Computers bei der Arbeit, darunter auch Antonia Maury (3. von links)

Maury war das älteste von drei Kindern von Mytton Maury und Virginia Draper. Ihre Vornamen stammen aus dem Portugiesischen und sie wurde zu Ehren ihrer Großmutter mütterlicherseits Antonia Caetana de Paiva Pereira Gardner Draper benannt. Maury war die Enkelin von John William Draper und eine Nichte von Henry Draper, beides wegweisende Astronomen. Letztgenannter fotografierte 1872 als Erster erfolgreich das Spektrum eines Sterns, der Wega. Antonia wie auch ihre beiden Geschwister Carlotta Joaquina Maury und William Draper kamen schon in jungen Jahren mit der Wissenschaft in Berührung.
Die Astronomin und Historikerin Dorrit Hoffleit stellte fest, dass Antonia, als sie zum Vassar College kam, „wahrscheinlich besser auf die Wissenschaft vorbereitet war als jede andere Studentin“.
Antonia Maury studierte am Vassar College unter der Anleitung der renommierten Astronomin Maria Mitchell und schloss 1887 mit Auszeichnung in Physik, Astronomie und Philosophie ab.
Ab 1888 arbeitete sie als Computerin am Harvard-College-Observatorium (HCO), wo sie stellare Spektren untersuchte. Ihre erste Aufgabe für Edward Charles Pickering, dem damaligen Direktor des HCO, war die Bestimmung der Umlaufzeit von Mizar – wissenschaftlich Zeta Ursae Majoris –, der 1887 als erster spektroskopischer Doppelstern von Pickering erkannt worden war.
Maury entdeckte selbständig 1889 den zweiten spektroskopischen Doppelstern Menkalinan – wissenschaftlich Beta Aurigae – und bestimmte dessen Umlaufzeit. Sie war die erste, die die Umlaufbahnen und Umdrehungsperioden dieser ersten beiden spektroskopischen Doppelsterne berechnete. Spektroskopische Doppelsterne haben einen so geringen Abstand, dass das Auflösungsvermögen auch der größten Teleskope nicht ausreicht, um sie direkt zu unterscheiden. Sie "verraten" sich nur durch Unterschiede im Spektrum, denn beim gegenseitigen Umlauf der Sterne tritt ein Dopplereffekt auf, wodurch sich ihre Spektrallinien periodisch verschieben.
Im Jahr 1897 veröffentlichte sie einen Katalog von Klassifikationen. Pickering stimmte jedoch ihrem System der Klassifikation und der Erklärung unterschiedlicher Linienbreiten nicht zu, und sie verließ Anfang 1892 das HCO.
Dagegen erkannte der dänische Astronom Ejnar Hertzsprung die Bedeutung ihrer Klassifikationen und verwandte ihr System, um in seinem System zwischen Riesensternen und Zwergsternen zu unterscheiden, welche sich bezüglich der Oberflächentemperatur kaum unterschieden hatten. Hertzsprung zufolge ist “In my opinion the separation of Antonia C. Maury of the c- and ac-stars is the most important advancement in stellar classification since the trials by Vogel and Secchi ... To neglect the c-properties in classifying stellar spectra, I think, is nearly the same thing as if a zoologist, who has detected the deciding differences between a whale and a fish, would continue classifying them together.”
1908 kehrte Maury zum HCO zurück und blieb mehrere Jahre dort. 1933 veröffentlichte sie die spektroskopische Analyse des Doppelsterns Beta Lyrae.
Der Mondkrater Maury der Mondvorderseite wurde zuerst nach ihrem Cousin, dem Ozeanographen Matthew Fontaine Maury, benannt und später ihr zu Ehren geteilt und ist damit vermutlich der einzige Mondkrater, der nach einem Paar von Cousin/Cousinen benannt wurde.

## Auszeichnungen
- 1943 Annie-Jump-Cannon-Preis für Astronomie